# 胡志偉 (1981年)
胡志偉（Hu Zhi Wei，1981年8月14日—），香港無綫電視舉辦的2007年度香港先生選舉中奪得盛年組冠軍。出生於中國內地。
胡志偉從小學習舞蹈，11歲考入北京舞蹈學院附中學習中國舞，與章子怡同屬一個中學畢業。由於舞技高超被免試進入大學繼續深造修讀學士學位。2002年畢業後更被挑選加入北京舞蹈學院青年精英舞蹈團。2006年8月又考取香港演藝學院藝術碩士研究生，繼續舞蹈方面的深造。
胡氏從小熱愛舞蹈，在舞蹈方面有著獨特的天賦，在十多年的舞蹈生涯中，他參加過全國桃李杯等諸多頂尖舞蹈大賽，獲得了眾多獎項。而再選擇著名的香港演藝學院繼續深造，是希望能在中西文化合璧的香港，學習更新鮮的艺术理念。
胡志偉參加2007年度香港先生選舉，據說是他第一次參加這樣類型的比賽，和以前的舞蹈大賽截然不同，希望通過這樣一場知識、智力和才藝的綜合考評，來檢驗自己能力究竟如何。比賽中，擁有碩士學歷和傑出舞蹈才能的胡志偉脫穎而出，被認為是極具實力的熱門選手之一。
在第一及第二回比賽環節中票數已遙遙領先，並奪得盛年組冠軍的頭銜。惟最後以些微票數之差不敵袁偉豪，無法成為香港先生總冠軍。

## 演出作品（香港無綫電視）
- 2007年：兒歌金曲頒獎典禮

## 音樂MV
- 陳奕迅《歌頌》

## 外部連結
- 香港先生競選的個人介紹網頁

| 前任： 陳志健 | 香港先生選舉非勝出組別冠軍 2007年盛年組 | 繼任： 羅天宇 |